# 索普威思·骆驼式战斗机
索普威思·骆驼式战斗机（Sopwith Camel）是英国第一次世界大战期间于1917年在西线引入的单座双翼战斗机，由索普威思航空公司开发，是同公司的早期小狗式戰鬥機后继机型。索普威思·骆驼式战斗机是第一次世界大战中最知名的战斗机，甚至有人稱駱駝式為「第一次世界大戰的噴火戰鬥機」。

## 基本資料
- 機長：5.72米
- 翼展：8.53米
- 機高：2.59米
- 空重：422公斤
- 載重：659公斤
- 翼面積：21.5平方米
- 發動機：1俱9汽缸風冷式發動機(馬力=130匹)
- 最快時速：182公里/小時
- 昇限：5800米
- 航程：483公里
- 武裝：2挺7.7毫米口徑維克斯機槍
- 乘員：1人

## 設計

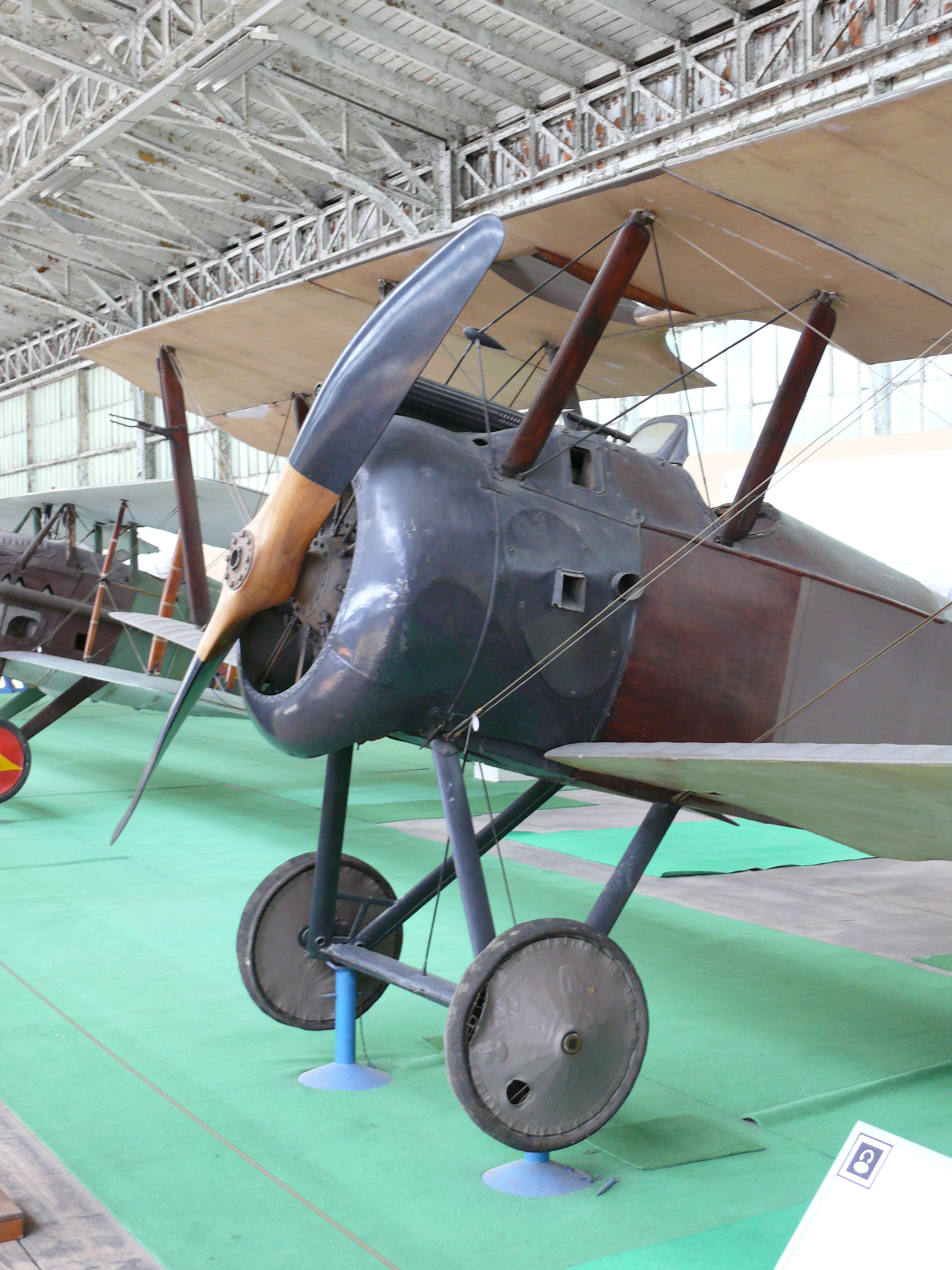
請留意在機頭機槍位置凸起的整流罩，這正是其綽號駱駝的由來

駱駝式戰鬥機由同公司的小狗式戰鬥機發展而來，一俱更大更重也馬力更大的風冷式星型發動機令駱駝式的動力由小狗式的80匹馬力提昇至130匹馬力，機頭機槍也由一挺增加至兩挺，當然也配合仿製自德國人的射擊同步系統，為了防止機槍在高空會因寒冷而卡彈故加上一個整流罩，原本此機名叫「大狗」但由於此整流罩凸出的外形而令此機被改稱為「駱駝」，這令機頭加重但水平尾翼卻無因此而加大面積，這樣令駱駝式在飛行時飛機有點頭的傾向而變得不穩定，這令剛駕駛駱駝式的飛行員感到難以駕駛但老手飛行員卻可以善用這種不穩定而在空戰當中增加了駱駝式的靈活性。

## 實戰

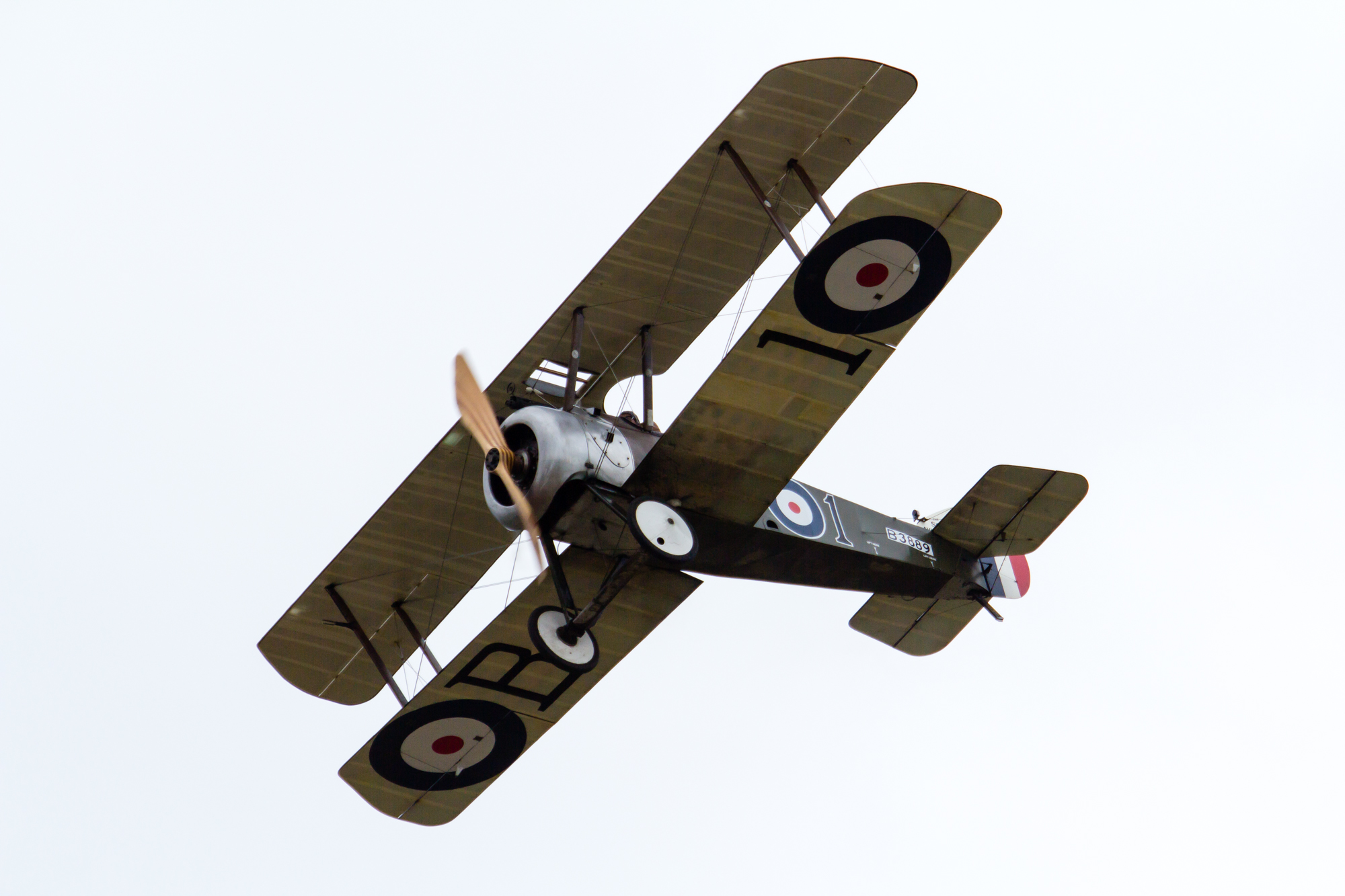
飛行中的駱駝式戰鬥機

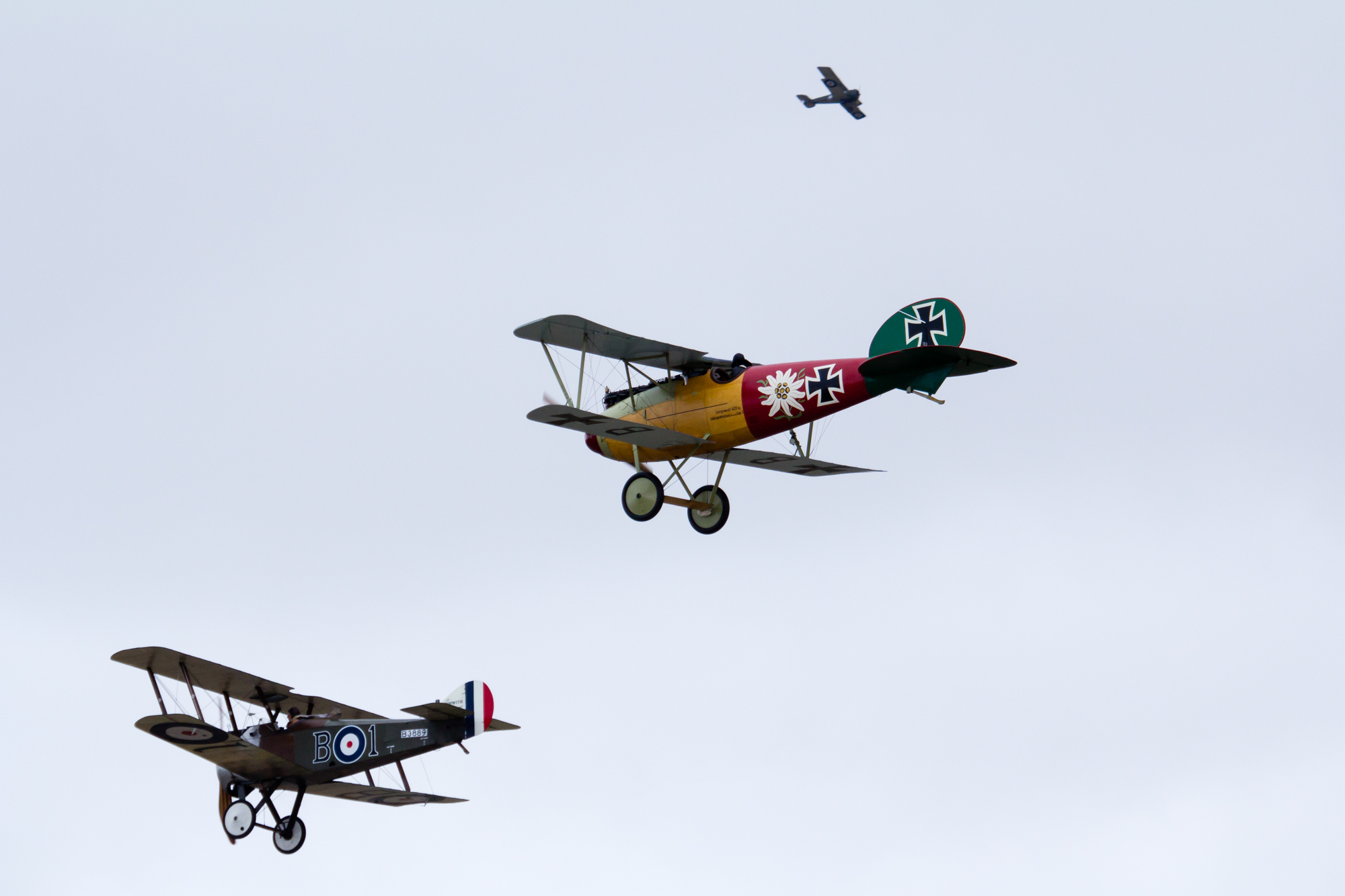
英軍駱駝式戰鬥機和德軍信天翁D戰鬥機正進行空戰

駱駝式的訂單首先是由英國皇家海軍向索普威斯訂的也當然首先被裝備英國皇家海軍航空隊，1917年2月被運到英國皇家海軍航空隊第8中隊在法國敦克爾克的機場，初期的駱駝式還是有各種技術問題要解決，例如:發動機裝不上飛機和為已卡彈的機槍退出彈殼困難等，但最大問題不出所料就是最初駕駛駱駝式的飛行員感到難以駕駛的問題，等到這些一系列問題解決了，駱駝式在英國海航當中才展示出它比小狗式更強的空戰能力，除了第8中隊，駱駝式也裝備了第3、第4、第6、第9、第10、第12和第13等多個英國海航中隊。
1917年6月5日，第4中隊的麥克唐納·蕭中尉駕駛駱駝式擊落一架德軍信天翁D戰鬥機而首開駱駝式的空戰紀錄，之後有更多英國海航飛行員駕駛駱駝式而成為皇牌飛行員，例如:第3中隊的加拿大飛行員特雷羅·威利以駱駝式擊落20架敵機，但其中最有名的是第9中隊的加拿大飛行員羅衣·布朗，因為雖然至今還有爭議，但一般相信德軍空戰英雄紅男爵里希特霍芬就是死在和他的空戰當中。
和英國皇家海軍航空隊不同，英國皇家陸軍航空隊的250架駱駝式並不是由索普威斯生產而是由其他廠家代工生產的，品質比索普威斯的原廠貨差尤其是發動機，故英國陸航甚至下令改用由法國生產的土地神發動機（110匹馬力）以求品質過關，英國陸航的駱駝式除了被派往法國也被用於英國本土防空戰去防範德國齊柏林飛船和戈塔G轟炸機的空襲，陸航第3、第43、第46和第70中隊都裝備了駱駝式，其中第46中隊的加拿大飛行員羅德里克·麥克拉倫以駱駝式總共擊落了54架敵機而成為英軍駱駝式飛行員的頭號皇牌。
除了空戰，英國陸航的駱駝式還作為對地攻擊，1917年11月的康布雷戰役，英國陸航第46中隊的駱駝式用機槍低飛掃射德軍步兵、騎兵和炮兵陣地，每架駱駝式的機翼下還能掛上四個小炸彈，但由於要維持駱駝式在空中的穩定要飛行員用力緊握操縱桿，這在低空尤其重要，故每次皆令飛行員雙手疲勞。

## 使用國家
- 英国
- 美国
- 比利时
- 波蘭
- 瑞典
- 希腊
- 荷蘭